# Floorball Deutschland Pokal 2017/18
Der Floorball Deutschland Pokal 2017/18 war die 11. Spielzeit des Floorball Deutschland Pokals.
Der UHC Sparkassen Weißenfels setzte sich mit 7:6 im Finale gegen die Red Devils Wernigerode durch und gewann damit den Pokal in dieser Saison.

## 1. Runde
In der ersten Runde stiegen insgesamt 42 Mannschaften in den Wettbewerb ein.
| 16. September 2017 15:00 Uhr |  | MFBC Schkeudewitz | 7:5 (1:3, 2:0, 4:2) Spielbericht | Hannover 96 | Dreifeld Schulsporthalle, Schkeuditz Zuschauer: 50 |

| 16. September 2017 17:00 Uhr |  | SSV Rapid | 2:19 (0:5, 1:4, 1:10) Spielbericht | UHC Elster | Sporthalle Schlossstraße, Berlin Zuschauer: 40 |

| 16. September 2017 16:00 Uhr |  | Kieler Floorball Klub | 6:12 (2:2, 2:6, 2:4) Spielbericht | USV Halle Saalebiber | Tallinhalle, Kiel Zuschauer: 37 |

| 16. September 2017 13:00 Uhr |  | DJK Holzbüttgen II | 0:13 (0:3, 0:2, 0:8) Spielbericht | Unihockey Igels Dresden | Stadtparkhalle, Kaarst Zuschauer: 47 |

| 16. September 2017 14:00 Uhr |  | UHC Berlin | 4:9 (1:2, 2:3, 1:4) Spielbericht | TSV Neuwittenbek | Sporthalle Schlossstraße, Berlin Zuschauer: 30 |

| 16. September 2017 11:00 Uhr |  | TSG Erlensee | 3:6 (0:2, 2:1, 1:3) Spielbericht | Floorball Griedel | Großsporthalle Erlensee, Erlensee Zuschauer: 50 |

| 16. September 2017 18:00 Uhr |  | TV Eiche Horn Bremen | 7:6 n. V. (0:2, 6:2, 0:2, 1:0) Spielbericht | Gettorf Seahawks | Sportzentrum Eiche Horn, Bremen Zuschauer: 72 |

| 16. September 2017 17:00 Uhr |  | TB Uphusen Vikings | 5:14 (3:6, 0:3, 2:5) Spielbericht | Dümptener Füchse | Sporthalle Arenkamp, Achim (Landkreis Verden) Zuschauer: 15 |

| 16. September 2017 16:00 Uhr |  | TSV Hochdahl | 3:2 (1:0, 1:1, 1:1) Spielbericht | Floorball Bautzen | Rankestraße, Erkrath-Hochdahl Zuschauer: 50 |

| 17. September 2017 14:30 Uhr |  | TV Augsburg | 3:16 (1:4, 2:6, 0:6) Spielbericht | DJK Holzbüttgen | Friedrich-Ebert-Mittelschule, Augsburg Zuschauer: 30 |

| 17. September 2017 16:00 Uhr |  | Lumberjacks Rohrdorf | 4:2 (0:1, 1:1, 3:0) Spielbericht | Floorball Mainz | Gabor Halle Rosenheim, Rosenheim Zuschauer: 15 |

| 17. September 2017 14:00 Uhr |  | Hannover 96 II | 0:9 (0:2, 0:1, 0:6) Spielbericht | SG Seebergen/Lilienthal | Leibnizschule, Hannover Zuschauer: 27 |

| 17. September 2017 12:00 Uhr |  | Sportvg. Feuerbach | 3:7 (0:3, 1:1, 2:3) Spielbericht | SSV Heidenau | Stuttgart Zuschauer: 10 |

| 17. September 2017 14:00 Uhr |  | MTV Mittelnkirchen | 14:7 (3:3, 5:2, 6:2) Spielbericht | VfL Tegel | Schulzentrum Lühe, Steinkirchen Zuschauer: 76 |

| 17. September 2017 14:00 Uhr |  | FC Stern München | 12:2 (6:1, 1:2, 4:0) Spielbericht | SV 03 Tübingen Sharks | Sporthalle Berufsschule ALS 3, München Zuschauer: 50 |

| 17. September 2017 13:00 Uhr |  | Donau-Floorball Ingolstadt/Nordheim | 18:0 (5:0, 4:0, 9:0) Spielbericht | USV Jena | ESV Sporthalle, Ingolstadt Zuschauer: 70 |

| 17. September 2017 13:00 Uhr |  | UHC Sparkasse Weißenfels II | 3:7 (2:3, 0:2, 1:2) Spielbericht | SC DHfK Leipzig | Stadthalle Weißenfels, Weißenfels Zuschauer: 48 |

| 17. September 2017 15:00 Uhr |  | BSV Roxel II | 4:12 (2:4, 0:3, 2:5) Spielbericht | Red Devils Wernigerode U23 | Schulzentrum Roxel, Roxel Zuschauer: 40 |

| 17. September 2017 15:00 Uhr |  | Unihockey Igels Dresden II | 1:12 (0:2, 1:4, 0:6) Spielbericht | UHC Döbeln 06 | J.-A.-Hülße-Gymnasium, Dresden Zuschauer: 40 |

| 17. September 2017 15:30 Uhr |  | Black Lions Landsberg | 1:21 (0:6, 0:9, 1:6) Spielbericht | BSV Roxel | Universitätssporthalle Halle, Halle Zuschauer: 48 |

| 17. September 2017 15:30 Uhr |  | TSV Calw Lions | 6:10 (0:3, 1:3, 5:4) Spielbericht | USV TU Dresden | Universitätssporthalle Halle, Halle Zuschauer: 40 |

### 2. Runde
Die zweite Runde bestand aus den Partien zwischen 46 Mannschaften.
| 14. Oktober 2017 14:00 Uhr |  | FC Stern München | 8:3 (4:0, 2:1, 2:2) Spielbericht | Floor Fighters Chemnitz II | Halle der Berufsschule München, München Zuschauer: 22 |

| 14. Oktober 2017 18:00 Uhr |  | TV Lilienthal | 15:3 (4:0, 5:1, 6:2) Spielbericht | BSV Roxel | Sportzentrum Schoofmoor, Lilienthal Zuschauer: 140 |

| 14. Oktober 2017 18:30 Uhr |  | Floorball Tigers Magdeburg | 3:11 (1:3, 1:3, 1:5) Spielbericht | TSV Neuwittenbek | Von-Siemens Gymnasium Magdeburg, Magdeburg Zuschauer: 28 |

| 14. Oktober 2017 14:00 Uhr |  | SSV Heidenau | 2:15 (0:7, 0:3, 2:5) Spielbericht | DJK Holzbüttgen | Heidenau Zuschauer: 10 |

| 14. Oktober 2017 14:30 Uhr |  | SG Seebergen/Lilienthal | 7:3 (3:2, 1:0, 3:1) Spielbericht | BTG Teutonia Bielefeld | Sportzentrum Schoofmoor, Lilienthal Zuschauer: 52 |

| 14. Oktober 2017 15:00 Uhr |  | Blau-Weiß 96 Schenefeld | 5:4 n. V. (4:1, 0:2, 0:1, 1:0) Spielbericht | TV Eiche Horn Bremen | Schulzentrum Achter de Weiden, Schenefeld Zuschauer: 146 |

| 14. Oktober 2017 15:00 Uhr |  | TSV Hochdahl | 2:13 (0:6, 0:4, 2:3) Spielbericht | MFBC Leipzig | Erkrath-Hochdahl Zuschauer: 30 |

| 14. Oktober 2017 16:00 Uhr |  | MTV Mittelnkirchen | 3:15 (0:4, 1:6, 2:5) Spielbericht | Dümptener Füchse | Schulzentrum Lühe, Steinkirchen Zuschauer: 54 |

| 14. Oktober 2017 16:00 Uhr |  | SC DHfK Leipzig | 5:12 (2:2, 2:4, 1:6) Spielbericht | Floor Fighters Chemnitz | Arena Leipzig, Leipzig Zuschauer: 50 |

| 14. Oktober 2017 16:00 Uhr |  | Floorball Griedel | 8:6 (2:1, 3:3, 3:2) Spielbericht | UHC Döbeln 06 | August-Storch-Halle, Butzbach Zuschauer: 45 |

| 14. Oktober 2017 16:00 Uhr |  | VfL Red Hocks Kaufering II | 4:3 n. V. (1:1, 1:2, 1:0, 1:0) Spielbericht | Unihockey Igels Dresden | Sportzentrum Kaufering, Kaufering Zuschauer: 104 |

| 14. Oktober 2017 18:00 Uhr |  | TSC Wellingsbüttel | 4:8 (1:2, 1:4, 2:2) Spielbericht | Hannover Mustangs | Halle am Pfeilshof, Hamburg Zuschauer: 50 |

| 14. Oktober 2017 16:00 Uhr |  | TSV Tollwut Ebersgöns | 1:16 (0:5, 0:8, 1:3) Spielbericht | UHC Sparkasse Weißenfels | Mehrzweckhalle Kirch-/Pohl-Göns, Pohl-Göns Zuschauer: 87 |

| 14. Oktober 2017 15:00 Uhr |  | Frankfurt Falcons | 2:10 (0:3, 1:3, 1:4) Spielbericht | USV TU Dresden | Sportpark Preungesheim, Frankfurt am Main Zuschauer: 30 |

| 15. Oktober 2017 14:00 Uhr |  | UHC Elster | 2:17 (0:6, 1:6, 1:5) Spielbericht | Red Devils Wernigerode | Berufsschulhalle Wittenberg, Wittenberg Zuschauer: 20 |

| 15. Oktober 2017 14:00 Uhr |  | Panther Regensburg | 2:10 (2:2, 0:3, 0:5) Spielbericht | SSF Dragons Bonn | Regensburg Zuschauer: 11 |

| 15. Oktober 2017 15:00 Uhr |  | SCS Berlin | 12:5 (5:2, 5:2, 2:1) Spielbericht | BAT Berlin II | Sport Centrum Siemensstadt, Berlin Zuschauer: 30 |

| 15. Oktober 2017 15:00 Uhr |  | Black Panthers Altenbochum | 0:29 (0:10, 0:10, 0:9) Spielbericht | ETV Piranhhas Hamburg | Schulzentrum Roxel, Münster Zuschauer: 14 |

| 15. Oktober 2017 16:00 Uhr |  | Red Devils Wernigerode U23 | 3:7 (1:0, 1:5, 1:2) Spielbericht | ETV Piranhhas Hamburg II | Stadtfeldhalle Wernigerode, Wernigerode Zuschauer: 78 |

| 15. Oktober 2017 16:00 Uhr |  | TV Schriesheim | 30:0 (8:0, 10:0, 12:0) Spielbericht | VBC Olympia Ludwigshafen | Schulsporthalle Schriesheim, Schriesheim Zuschauer: 76 |

| 15. Oktober 2017 12:00 Uhr |  | Lumberjacks Rohrdorf | 1:4 (1:2, 0:1, 0:1) Spielbericht | VfL Red Hocks Kaufering | Sporthalle Turner Hölzl, Rohrdorf Zuschauer: 70 |

| 15. Oktober 2017 13:00 Uhr |  | PSV 90 Dessau | 9:6 (3:2, 3:1, 3:3) Spielbericht | MFBC Schkeuditz | Sporthalle Kochstedt, Dessau-Roßlau Zuschauer: 78 |

| 15. Oktober 2017 12:00 Uhr |  | Floorball Grizzlys Salzwedel | 0:7 (0:0, 0:2, 0:5) Spielbericht | USV Halle Saalebiber | Ganztagsschule Lessing, Salzwedel Zuschauer: 40 |

## 3. Runde
An der dritten Runde nahmen noch 26 Mannschaften teil. Donau-Floorball musste als Neueinsteiger in dieser Saison gegen zwei Mannschaften antreten.
| 11. November 2017 19:00 Uhr |  | Hannover Mustangs | 5:9 (2:3, 2:2, 1:4) Spielbericht | Red Devils Wernigerode | Zuschauer: 23 |

| 11. November 2017 14:00 Uhr |  | VfL Red Hocks Kaufering II | 1:9 (0:2, 1:4, 0:3) Spielbericht | DJK Holzbüttgen | Sportzentrum Kaufering, Kaufering Zuschauer: 111 |

| 11. November 2017 16:00 Uhr |  | SG Seebergen/Lilienthal | 4:1 (2:0, 1:1, 1:0) Spielbericht | TSV Neuwittenbek | Sportzentrum Schoofmoor, Lilienthal Zuschauer: 100 |

| 11. November 2017 16:00 Uhr |  | SG Seebergen/Lilienthal | 4:1 (2:0, 1:1, 1:0) Spielbericht | TSV Neuwittenbek | Sportzentrum Schoofmoor, Lilienthal Zuschauer: 100 |

| 11. November 2017 18:00 Uhr |  | VfL Red Hocks Kaufering | 4:11 (2:6, 1:1, 1:4) Spielbericht | UHC Sparkasse Weißenfels | Sportzentrum Kaufering, Kaufering Zuschauer: 230 |

| 11. November 2017 18:00 Uhr |  | ETV Piranhhas Hamburg | 11:0 (2:0, 6:0, 3:0) Spielbericht | USV Halle Saalebiber | Sporthalle Hoheluft, Hamburg Zuschauer: 183 |

| 11. November 2017 18:00 Uhr |  | SCS Berlin | 0:16 (0:5, 0:4, 0:7) Spielbericht | Blau-Weiß 96 Schenefeld | Zuschauer: 40 |

| 11. November 2017 19:00 Uhr |  | TV Lilienthal | 10:0 (1:0, 5:0, 4:0) Spielbericht | Dümptener Füchse | Sportzentrum Schoofmoor, Lilienthal Zuschauer: 140 |

| 11. November 2017 13:00 Uhr |  | Donau-Floorball Ingolstadt/Nordheim | 15:7 (3:2, 5:1, 7:4) Spielbericht | FC Rennsteig Avalanche | Paul-Wegmann-Halle, Ingolstadt Zuschauer: 63 |

| 12. November 2017 16:00 Uhr |  | TV Schriesheim | 3:2 (1:0, 1:2, 1:0) Spielbericht | Donau-Floorball Ingolstadt/Nordheim | Mehrzweckhalle Schriesheim, Schriesheim Zuschauer: 83 |

| 12. November 2017 12:11 Uhr |  | FC Stern München | 3:4 n. V. (0:3, 3:0, 0:0, 0:1) Spielbericht | SSF Dragons Bonn | Sporthalle Berufsschule München ALS 3, München Zuschauer: 105 |

| 12. November 2017 12:30 Uhr |  | Floorball Griedel | 3:10 (1:2, 1:5, 1:3) Spielbericht | Floor Fighters Chemnitz | August-Storch-Halle, Butzbach Zuschauer: 80 |

| 12. November 2017 13:00 Uhr |  | MFBC Leipzig | 17:4 (5:0, 6:3, 6:1) Spielbericht | USV TU Dresden | Muldentalhalle, Grimma Zuschauer: 83 |

| 12. November 2017 16:00 Uhr |  | PSV 90 Dessau | 14:4 (5:1, 5:1, 4:2) Spielbericht | ETV Piranhhas II | Sporthalle Kochstedt, Dessau-Roßlau Zuschauer: 102 |

## 4. Runde
| 9. Dezember 2017 18:00 Uhr |  | Floor Fighters Chemnitz | 5:13 (0:3, 0:5, 5:5) Spielbericht | MFBC Leipzig | Schlossteichhalle, Chemnitz Zuschauer: 150 |

| 9. Dezember 2017 19:30 Uhr |  | TV Lilienthal | 4:2 (1:0, 1:0, 2:2) Spielbericht | ETV Piranhhas Hamburg | Sportzentrum Schoofmoor, Lilienthal Zuschauer: 147 |

| 9. Dezember 2017 12:30 Uhr |  | DJK Holzbüttgen | 6:5 n. V. (0:0, 3:3, 2:2, 1:0) Spielbericht | TV Schriesheim | Stadtparkhalle Kaarst, Kaarst Zuschauer: 73 |

| 9. Dezember 2017 16:30 Uhr |  | SG Seebergen/Lilienthal | 4:8 (4:3, 0:2, 0:3) Spielbericht | Red Devils Wernigerode | Sportzentrum Schoofmoor, Lilienthal Zuschauer: 100 |

| 10. Dezember 2017 14:30 Uhr |  | Blau-Weiß 96 Schenefeld | 2:11 (1:5, 0:4, 1:2) Spielbericht | UHC Sparkasse Weißenfels | Schulzentrum Achter de Weiden, Schenefeld Zuschauer: 162 |

| 10. Dezember 2017 16:00 Uhr |  | PSV 90 Dessau | 5:7 (0:3, 3:2, 2:2) Spielbericht | SSF Dragons Bonn | Elbe-Rossel-Halle, Dessau-Roßlau Zuschauer: 162 |

## 5. Runde
| 20. Januar 2018 18:00 Uhr |  | TV Lilienthal | 19:2 (3:0, 8:1, 8:1) Spielbericht | SSF Dragons Bonn | Sportzentrum Schoofmoor, Lilienthal Zuschauer: 125 |

| 20. Januar 2018 18:00 Uhr |  | UHC Sparkasse Weißenfels | 16:2 (3:1, 6:1, 7:0) Spielbericht | DJK Holzbüttgen | Stadthalle Weißenfels, Weißenfels Zuschauer: 183 |

| 21. Januar 2018 16:00 Uhr |  | Red Devils Wernigerode | 7:5 (3:1, 1:2, 3:2) Spielbericht | MFBC Leipzig | Stadtfeldhalle Wernigerode, Wernigerode Zuschauer: 320 |

## Final 4
Das Final 4 fand in dieser Saison vom 17. bis 18. März 2018 in der Berliner Sömmeringhalle statt. Als Gastgeber scheitert die Mannschaft des BAT Berlin im Halbfinale knapp an den Red Devils Wernigerode. Davor nahm lediglich die zweite Mannschaft des BAT am Wettbewerb teil, welche bereits in der 2. Runde ausgeschieden war.

### Halbfinale
| 17. März 2018 17:00 Uhr |  | BAT Berlin | 2:3 n. V. (0:0, 0:0, 2:2, 0:1) Spielbericht | Red Devils Wernigerode | Sömmeringhalle, Berlin Zuschauer: 1354 |

| 17. März 2018 20:00 Uhr |  | TV Lilienthal | 7:10 (0:4, 2:3, 5:3) Spielbericht | UHC Sparkasse Weißenfels | Sömmeringhalle, Berlin Zuschauer: 628 |

### Finale
| 18. März 2018 13:00 Uhr |  | UHC Sparkasse Weißenfels | 7:6 (1:1, 2:4, 4:1) Spielbericht | Red Devils Wernigerode | Sömmeringhalle, Berlin Zuschauer: 1820 |